# Yahoo! Games
Yahoo! Games era un sito web di proprietà di Yahoo! che permetteva agli utenti di Yahoo! di giocare con altri utenti o da soli. La maggior parte dei giochi sono stati chiusi il 31 marzo 2014. Yahoo ha annunciato che "cambiamenti di sostegno alle tecnologie e maggiori requisiti di sicurezza per le nostre pagine web di Yahoo, hanno reso impossibile mantenere i giochi in esecuzione in modo sicuro". Yahoo! ha poi annunciato che la sezione giochi sarebbe stata chiusa completamente il 13 maggio 2016.

## Caratteristiche
I giochi erano realizzati per lo più utilizzando dei plugin per browser web (applet Java oppure Flash, ma c'erano anche giochi che richiedevano di essere installati. Molti dei giochi che richiedevano l'installazione contenevano all'interno TryMedia Adware (secondo McAfee SiteAdvisor). Yahoo Games includeva anche Yahoo Video Games che forniva notizie, anteprime e recensioni dei giochi disponibili o in arrivo - e in base ai giochi su richiesta di Yahoo! - forniva demo gratis e anche download gratuiti di giochi completi a pagamento per PC.
Il sito disponeva anche di una funzione chiamata "All Star" per gli utenti, in cui un utente può pagare per ottenere un username All Star. Gli utenti All Star avevano privilegi particolari sul sito: potevano ad esempio disabilitare gli annunci pop-up.
Yahoo Games nasceva dall'acquisizione da parte di Yahoo! del sito ClassicGames.com (creato dall'imprenditore Joel Comm e dal programmatore Eron Jokipii) nel 1997. La sezione Yahoo Video Games era prima conosciuta come Games Domain, da quando Yahoo! ha acquisito il sito nel 2003. A partire da aprile 2011, Yahoo Games deteneva oltre 1.400 giochi, la maggior parte dei quali sono stati sviluppati esternamente.

## Giochi

### Giochi da tavolo
Giocabile online (PO), Scaricabile (D), Mobile (M), Abilità (S)
- Backgammon PO
- Bingo PO
- Catan D
- Checkers PO
- Chess PO
- Chessmaster Challenge D
- Chester S
- Chinese Checkers PO
- Dominos PO, M
- Dots PO
- Emperor's Moh Jong D
- Go PO
- JigWords D, PO
- Jigsaw: Great Art D

- Jigsaw: Landscapes D
- Jigsaw: Medley D
- Jigsaw: Pet D
- Jigsaw: Wyland D
- Literati PO
- Luxor Mahjong D
- Mah Jong PO
- Mah Jong Adventures D
- Mah Jong Garden D
- Mah Jong Jade Expedition D
- Mah Jong Medly D, PO
- Mah Jong Towers Eternity D, PO
- Mah-Jomino D
- Mahjong Escape D, PO

- Mahjong Match D
- Mahjong Treasure S
- Mahjong Fortuna S
- Midas Mahjong S
- Monopoly 3 D
- Naval Command PO
- Poker Pop D, PO
- Reversi PO
- Saints and Sinners Bingo D, PO
- Sudoko: Latin Squares D
- Super Mah Jong D
- Word Slinger D

Fino a marzo 2014, Yahoo Games includeva un server dedicato agli scacchi. Nel suo libro, The Chess Player's Bible: Illustrated Strategies for Staying Ahead of the Game, (2004), James Eade ha consigliato Yahoo Chess come il migliore gioco di scacchi su Internet, scrivendo che "l'azione vi si trova in tutti i tempi".

### Giochi di carte
Giocabile online (PO), Scaricabile (D), Mobile (M), Abilità (S)
- Addiction Solitaire D, PO
- Aloha Solitaire D, PO
- Aloha TriPeaks D, PO
- Ancient 4 in 1 GamePak D
- Ancient Hearts and Spades D
- Ancient Tri-Jong D
- Ancient Tripeaks D
- Blackjack PO
- Canasta PO
- Contract Bridge PO
- Cribbage PO
- Deuces Wild Video Poker PO

- Double Down Video Poker PO
- Euchre PO
- Five Card Deluxe D, PO
- Freecell Solitaire D PO
- Gin PO
- Go Fish PO
- Golf Solitaire D, PO
- Hearts PO, M
- Hold 'Em Poker PO
- Honey Combo S
- Hotel Solitaire D
- Klondike Solitaire D, PO

- Pinochle PO
- Poker Superstars II D, PO
- Pyramid S
- Pyramids PO, M
- Sheepshead PO
- Solitaire 13 D, PO
- Spades PO
- Super Solitaire D
- Super Solitaire 2 D
- Tornado 21 PO, M
- Turbo Solitaire D, PO

### Altri giochi
Giocabile online (PO), Scaricabile (D), Mobile (M), Abilità (S)
- Pac-Man D
- TextTwist D, PO
- Tradewinds D

- Tradewinds 2 D, PO
- Tradewinds Legends D, PO
- Word Racer PO

- Yahoo! Graffiti PO
- Yahoo Towers PO